# Motukiekie Island
Motukiekie Island ist eine Insel in der Bay of Islands der Region Northland im Norden der Nordinsel von Neuseeland.

## Geographie
Motukiekie Island befindet sich in der Bay of Islands rund 8,3 km nordöstlich von Russell und rund 12,4 km westsüdwestlich von Cape Brett entfernt. Zwischen der Insel und dem rund 2,7 km in südsüdöstlicher Richtung entfernten Festland erstreckt sich von West nach Ost das Te Rawhiti Inlet. Nach Norden hingegen liegt die offene See der Bay of Islands mit dem dahinter beginnenden Pazifischen Ozean.
Die Insel erstreckt sich über rund 1,24 km in Nordwest-Südost-Richtung und misst an der breitesten Stelle rund 470 m in Südwest-Nordost-Richtung. Ihre höchste Erhebung findet die rund 1,36 km² große Insel mit 83 m zentral in der Inselmitte gelegen.
Motukiekie Island gehört zu einer Gruppe von Inseln im südlichen Bereich der Bay of Islands, die sich von Westsüdwest nach Ostnordost über eine Fläche von rund 30 km² verteilen. Westsüdwestlich beginnt diese Gruppe mit der rund 2,7 km von Motukiekie Island entfernt liegenden Motuarohia Island und wird ostnordöstlich von Moturua Island fortgesetzt. Nach Nordosten bis Südosten schließen sich die nebeneinander liegenden Inseln Okahu Island, Waewaetorea Island und Urupukapuka Island an, um nur die größten Inseln zu nennen.
Motukiekie Island ist mit Ausnahme einer Fläche an der Nordküste komplett bewaldet.